# Tau9 Eridani
Título a ser usado para criar uma ligação interna é Tau9 Eridani.
Tau9 Eridani (36 Eridani) é uma estrela na direção da constelação de Eridanus. Possui uma ascensão reta de 03h 59m 55.48s e uma declinação de −24° 00′ 58.5″. Sua magnitude aparente é igual a 4.62. Considerando sua distância de 331 anos-luz em relação à Terra, sua magnitude absoluta é igual a −0.41. Pertence à classe espectral Ap Si.